# Markgrafelijk Operahuis

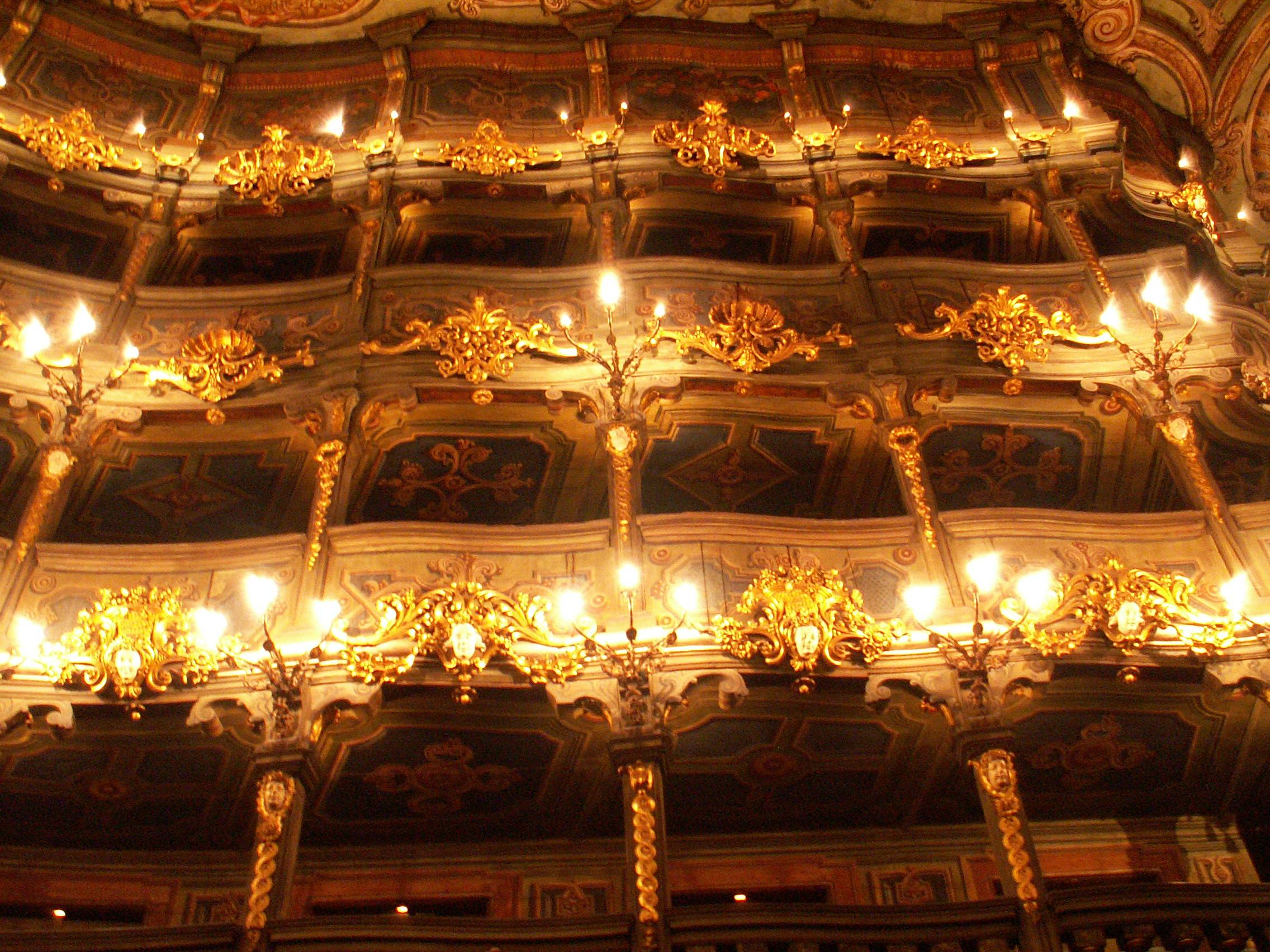
Drie etages van loges in de operazaal

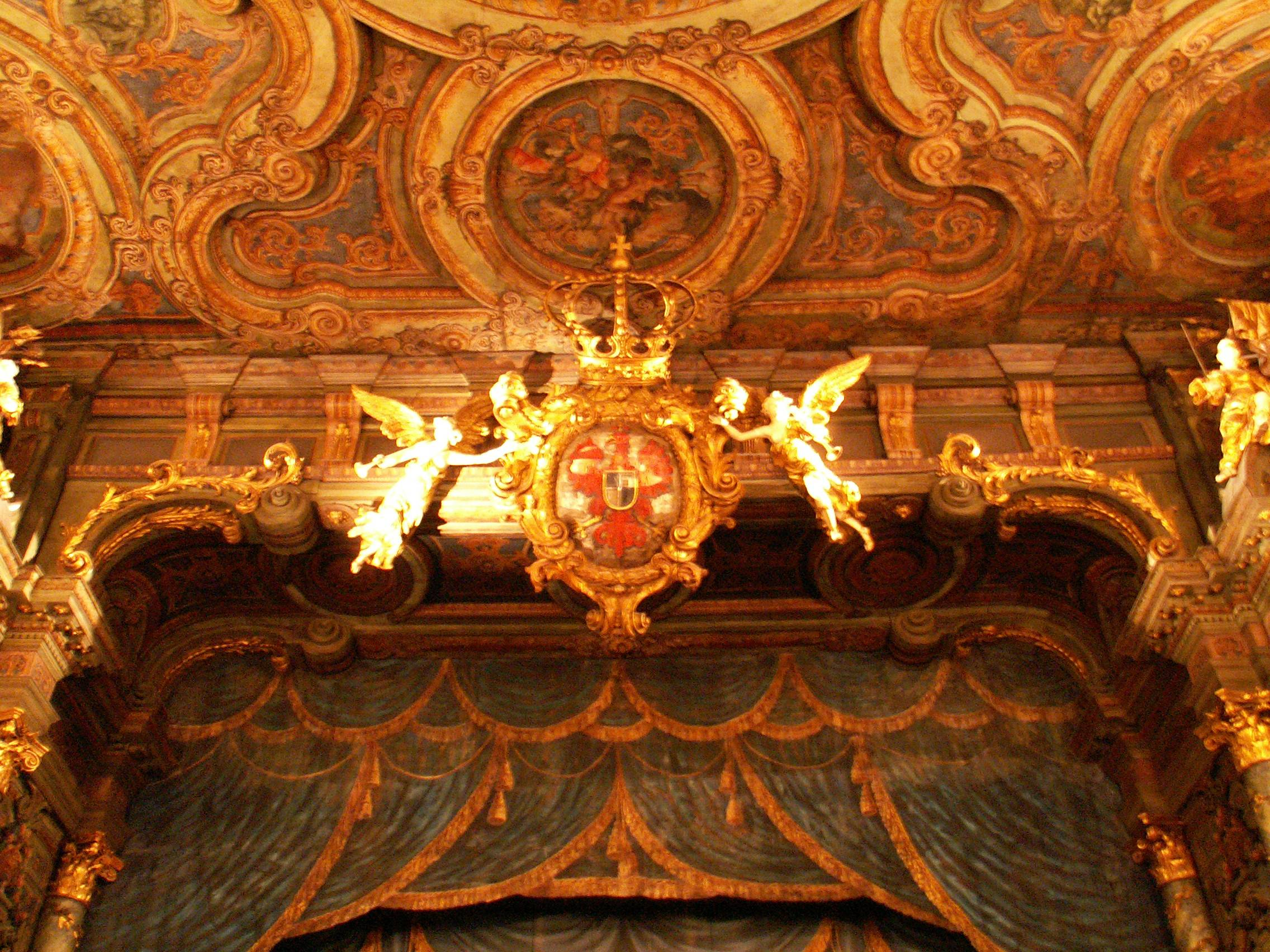
Scene en plafond van de zaal, het markgrafelijk wapen boven de buhne

Het Markgrafelijk Operahuis (Duits: Markgräfliches Opernhaus) in de Opper-Frankische stad Bayreuth is een opmerkelijk theatergebouw uit de 18e eeuw.
Het operahuis werd tussen 1744 en 1748 gebouwd en behoort tot de weinige in originele staat behouden theater- en operagebouwen uit die periode in Europa. Bijzonder voor die tijd was dat het operahuis in de stad werd gebouwd en niet als onderdeel van een paleis. Het ontwerp is van de Franse architect Joseph Saint-Pierre, de binneninrichting werd door de Italiaanse architect en theateringenieur Giuseppe Galli da Bibiena in Italiaanse laatbarok verzorgd.
Stuwende kracht bij de bouw, en de latere werking van het operahuis was prinses Wilhelmina van Pruisen, echtgenote van markgraaf Frederik van Brandenburg-Bayreuth. De opening van het operahuis in 1748 viel samen met de grootse feestelijkheden naar aanleiding van het huwelijk van hun vijftienjarige dochter Elisabeth met Karel Eugenius van Württemberg. Als eerste opera werd bij dit feest Ezio van Johann Adolf Hasse geprogrammeerd, ook Artaserse van deze componist werd als tweede voorstelling uitgevoerd. Beide voorstellingen werden door de componist zelf ook gedirigeerd.
De zaal werd geroemd omwille van een zeer goede akoestiek, naar verluidt omwille van het veelvuldig gebruik van hout in de aankleding. Het operahuis werd voornamelijk in de zomer gebruikt, de stookkosten konden in de winter hoog oplopen. De verlichting met kaarsen was zeer kostbaar; de benodigde kaarsen voor de verlichting tijdens een voorstelling waren duurder dan de gages van de artiesten en muzikanten.
De zaal biedt plaats aan ongeveer 500 toeschouwers en is opgebouwd als een logentheater waarbij naast de parterre drie rijen van loges als etages boven elkaar zijn opgebouwd in een halve cirkel rond de parterre. De ereloge, de vorstelijke loge, werd nooit benut door het markgravenechtpaar. Zij volgden de voorstelling vanuit vergulde zetels op de eerste rij van de parterre, vlak bij de scene.
De grote diepte van de scene, met name 27 meter, vond Richard Wagner zeer aantrekkelijk. Hij nam ideeën van dit gebouw mee bij de bouw van zijn Bayreuth Festspielhaus ten noorden van de stad.
In juli 2012, tijdens de 36e sessie van de Commissie voor het Werelderfgoed, is het gebouw opgenomen op de werelderfgoedlijst.
Dom van Aken · Abdij en Altenmünster van Lorsch · Slot Augustusburg en slot Falkenlust in Brühl · Bamberg · Bauhaus en zijn sites in Weimar, Dessau en Bernau · Klassiek Weimar · Fagusfabriek · Rammelsbergmijnen en historische stad Goslar · Dom van Keulen · Hanzestad Lübeck · Luthergedenkplaatsen in Eisleben en Wittenberg · Abdij van Maulbronn · Groeve Messel · Fürst-Pückler-Park Bad Muskau · Kloostereiland Reichenau · Museuminsel in Berlijn · Parklandschap Dessau-Wörlitz · Stiftskerk, kasteel en historisch centrum van Quedlinburg · Bedevaartskerk van Wies · Historisch centrum van Regensburg met Stadtamhof · Romeinse monumenten, Dom en Onze-Lieve-Vrouwekerk in Trier · Oude en voorhistorische beukenbossen van de Karpaten en andere regio's van Europa · Paleizen en parken van Potsdam en Berlijn · Michaeliskirche en Dom van Hildesheim · Dom van Speyer · Historisch centrum van Stralsund en Wismar · Stadhuis en Rolandstandbeeld van Bremen · Grenzen van het Romeinse Rijk: Opper-Germaans-Raetische limes · Bovenloop van het Midden-Rijndal · IJzersmelterij van Völklingen · Kasteel Wartburg · Residentie van Würzburg · Kolenmijn en industriecomplex Zeche Zollverein in Essen · Modernistische woonwijken in Berlijn · Waddenzee · Prehistorische paalwoningen in de Alpen · Markgrafelijk Operahuis in Bayreuth · Bergpark Wilhelmshöhe · Karolingisch westwerk en Civitas Corvey · Speicherstadt en het Kontorhausviertel met het Chilehaus in Hamburg · Architecturaal werk van Le Corbusier (Weißenhofsiedlung) · Grotten en kunst uit de ijstijd in de Zwabische Jura · Archeologisch grenslandschap van Hedeby en de Danevirke · Dom van Naumburg ·  Mijnstreek Erzgebirge/Krušnohoří · Waterbeheersysteem van Augsburg · Historische kuuroorden van Europa (Bad Ems, Baden-Baden en Bad Kissingen) · Mathildenhöhe Darmstadt · Grenzen van het Romeinse Rijk - De Neder-Germaanse limes · ShUM-sites van Speyer, Worms en Mainz · Grenzen van het Romeinse Rijk - De Donaulimes (Westelijk gedeelte)  · Joods-middeleeuws erfgoed van Erfurt · Complex van de residentie van Schwerin · Moravische kerknederzettingen (Herrnhut)
- Gemeinsame Normdatei: 4069201-2
- Library of Congress Control Number: no2009151603
- Virtual International Authority File: 127074908